# Pinus balfouriana

Il Pino coda di volpe (Pinus balfouriana Balf., 1853) è un raro pino endemico della California, negli Stati Uniti, dove risulta presente con due subpopolazioni ubicate nelle Klamath Mountains e nella Sierra Nevada.

## Etimologia
Il nome generico Pinus, utilizzato già dai latini, potrebbe, secondo un'interpretazione etimologica, derivare dall'antica radice indo-europea *pīt = resina. Il nome specifico balfouriana fu assegnato in onore di John Hutton Balfour, che per motivi bibliografici deve essere accreditato della scoperta della specie.

## Descrizione

### Portamento
Albero alto fino a 22 m con tronco monopodiale, prevalentemente diritto o lievemente ricurvo, che può raggiungere 2,5 m di diametro, a chioma da largamente conica a irregolare; i rami del primo ordine sono corti e contorti, diramantisi orizzontalmente o assurgenti, quelli degli ordini superiori sono flessibili o spesso pendenti. I virgulti sono inizialmente di colore rosso-marrone, con l'età di colore grigio o giallo-grigio, glabri o puberolenti, con pulvini non decorrenti. I catafilli sono subulati, scariosi, lunghi 5-7 mm e di colore marrone, a margine intero e spesso decidui.

### Foglie
Le foglie sono aghiformi, fascicolate in gruppi di 5, persistenti per 10-30 anni, di colore verde intenso o verde-glauco nella faccia abassiale e con bande stomatiche nelle facce adassiali; sono lunghe 2-4 cm, con margini interi e punte acute o acuminate. Le gemme sono acute e ovoidali, resinose, rosso-marroni, lunghe fino a 1 cm, quelle laterali più piccole.

### Fiori
Sono strobili maschili inizialmente gialli (raramente rossi), poi marroni, di forma ellissoidale, lunghi fino a 1 cm e affollati nella parte terminale dei nuovi virgulti. I microsporofilli sono peltati, lisci e larghi circa 1 mm.

### Frutti
Le pigne maturano in circa due anni, cadendo subito dopo il rilascio dei semi. Lunghe 6-10 cm e larghe 4-6, sono sub-terminali, solitarie o a coppie, quasi sessili. Da immature sono erette, ovoidali, di colore porpora scuro; a maturazione sono ovoidali-cilindriche, di colore rosso-marrone. Presentano apofisi spesse, da rombiche a triangolari, ricurve, di colore rosso-marrone. Gli umboni sono dorsali e trasversalmente triangolari alla base, talvolta terminanti con debole spina di 1 mm. I semi sono ellissoidali-obovoidali, con apice lievemente acuto, lunghi 10 mm, marroni-chiari screziati di rosso intenso e con parte alata lunga 10-12 mm. 

### Corteccia
La corteccia è di color salmone-grigio o cinnamomo, profondamente solcata o divisa in placche irregolari.

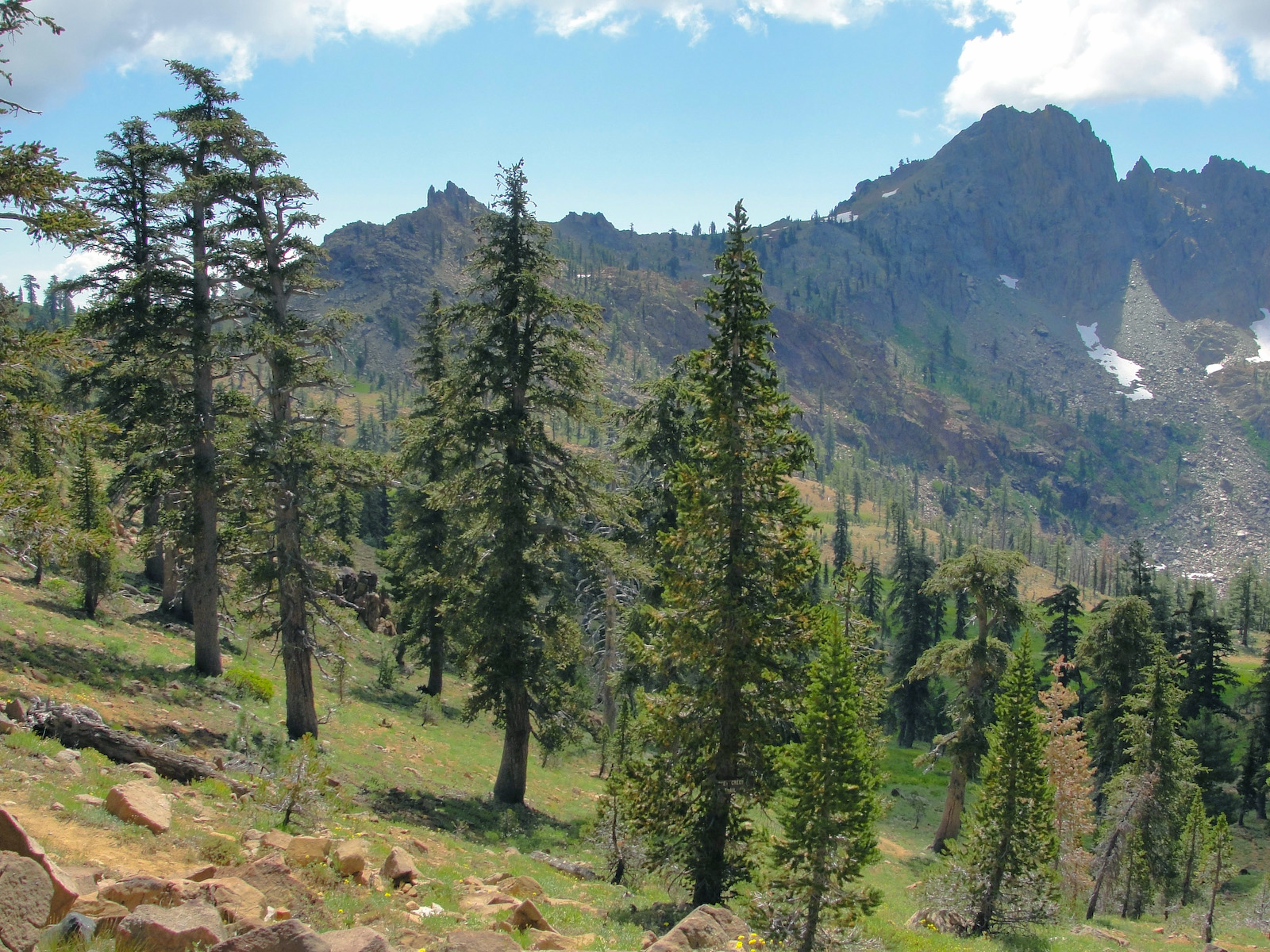
Foresta di P. balfouriana
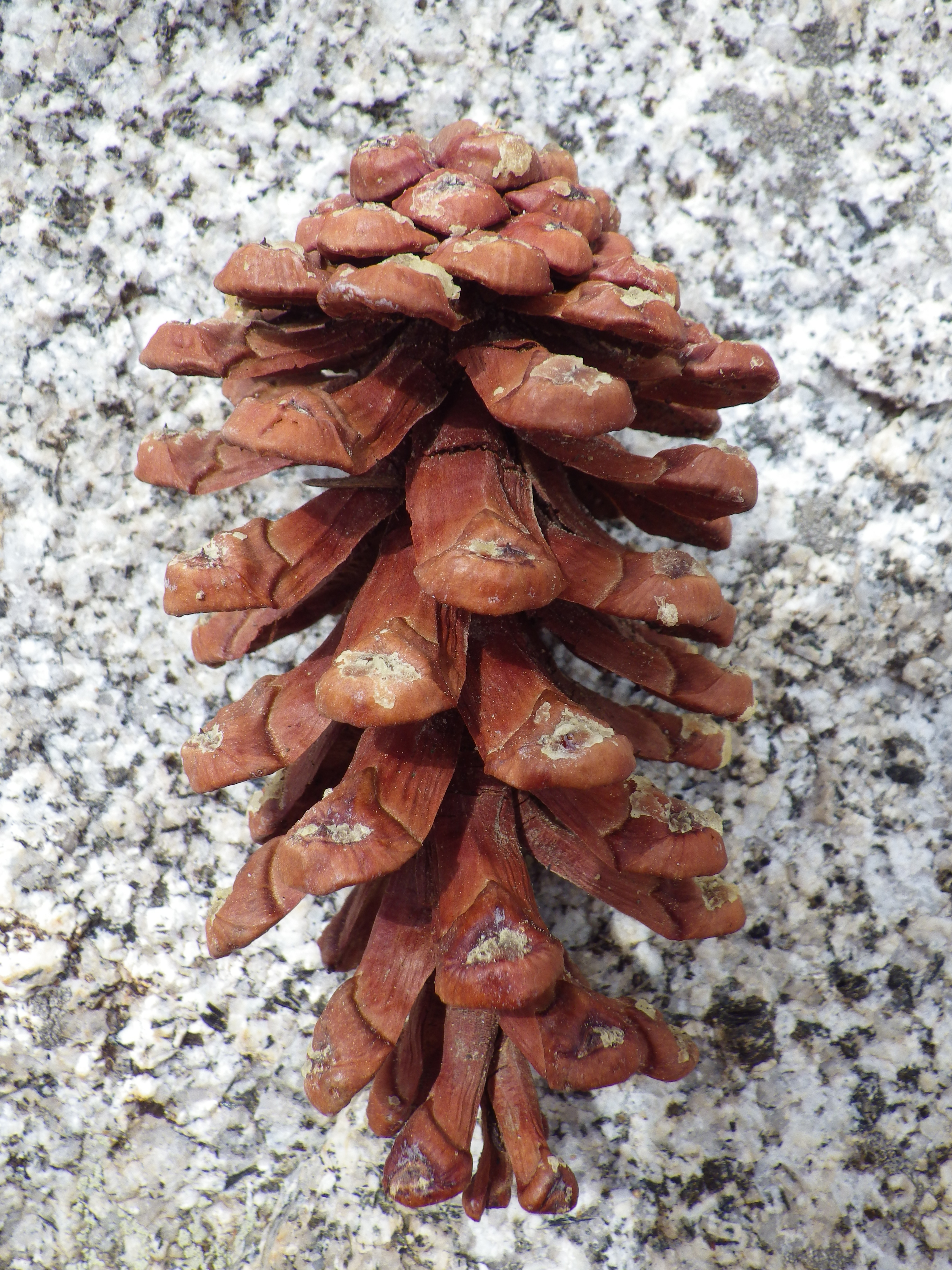
Pigna matura
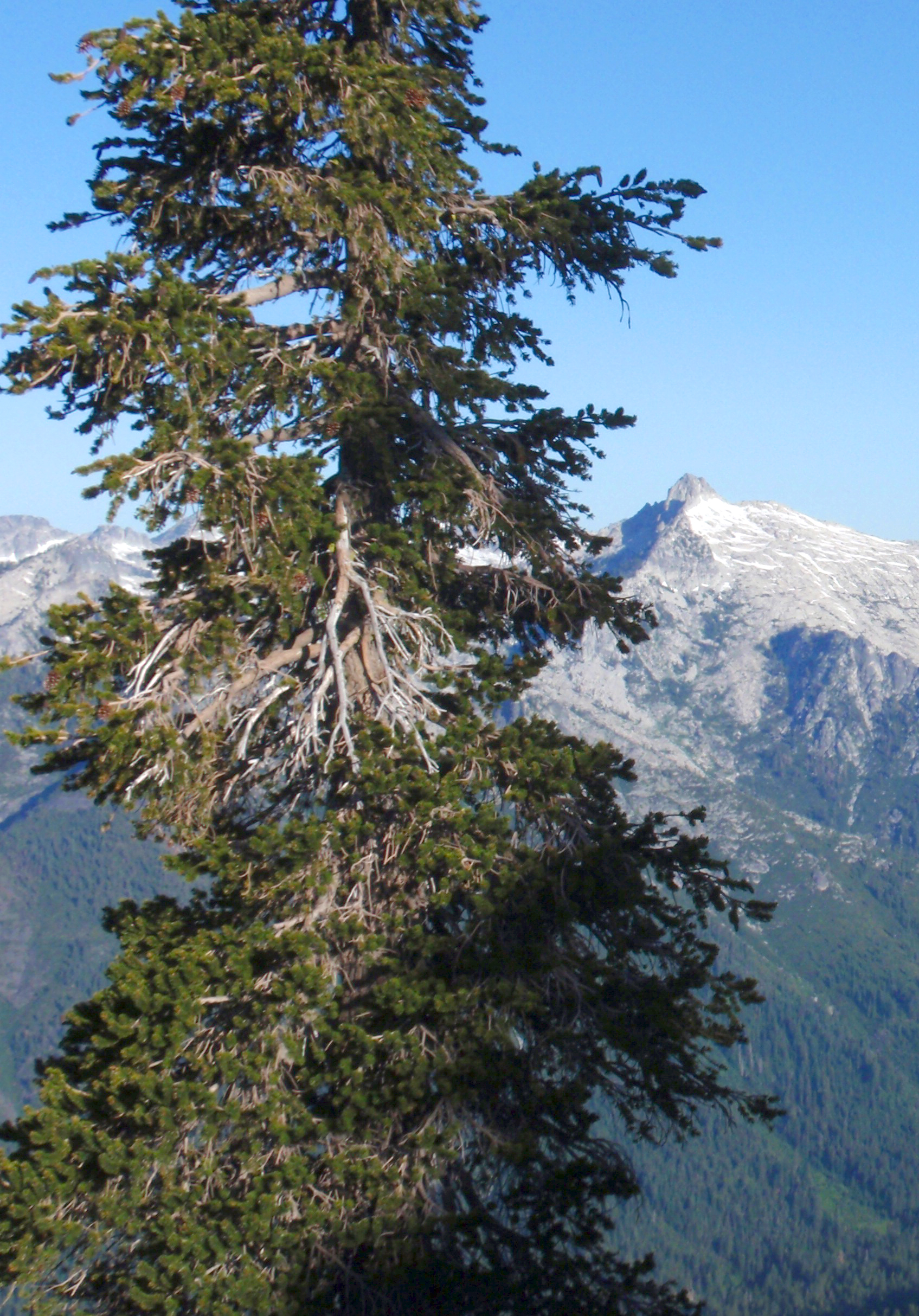
Esemplare adulto
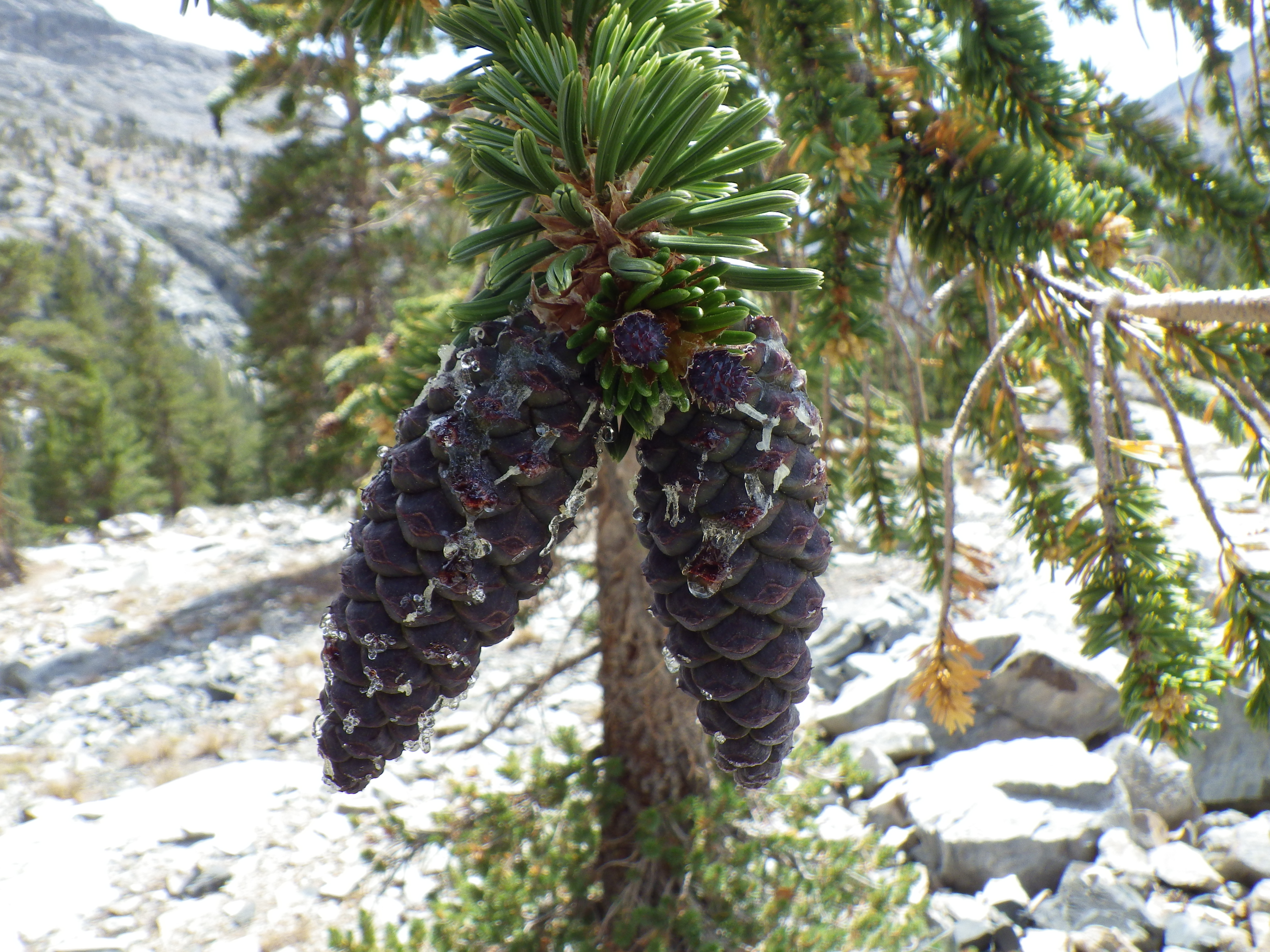
Aghi e pigne immature
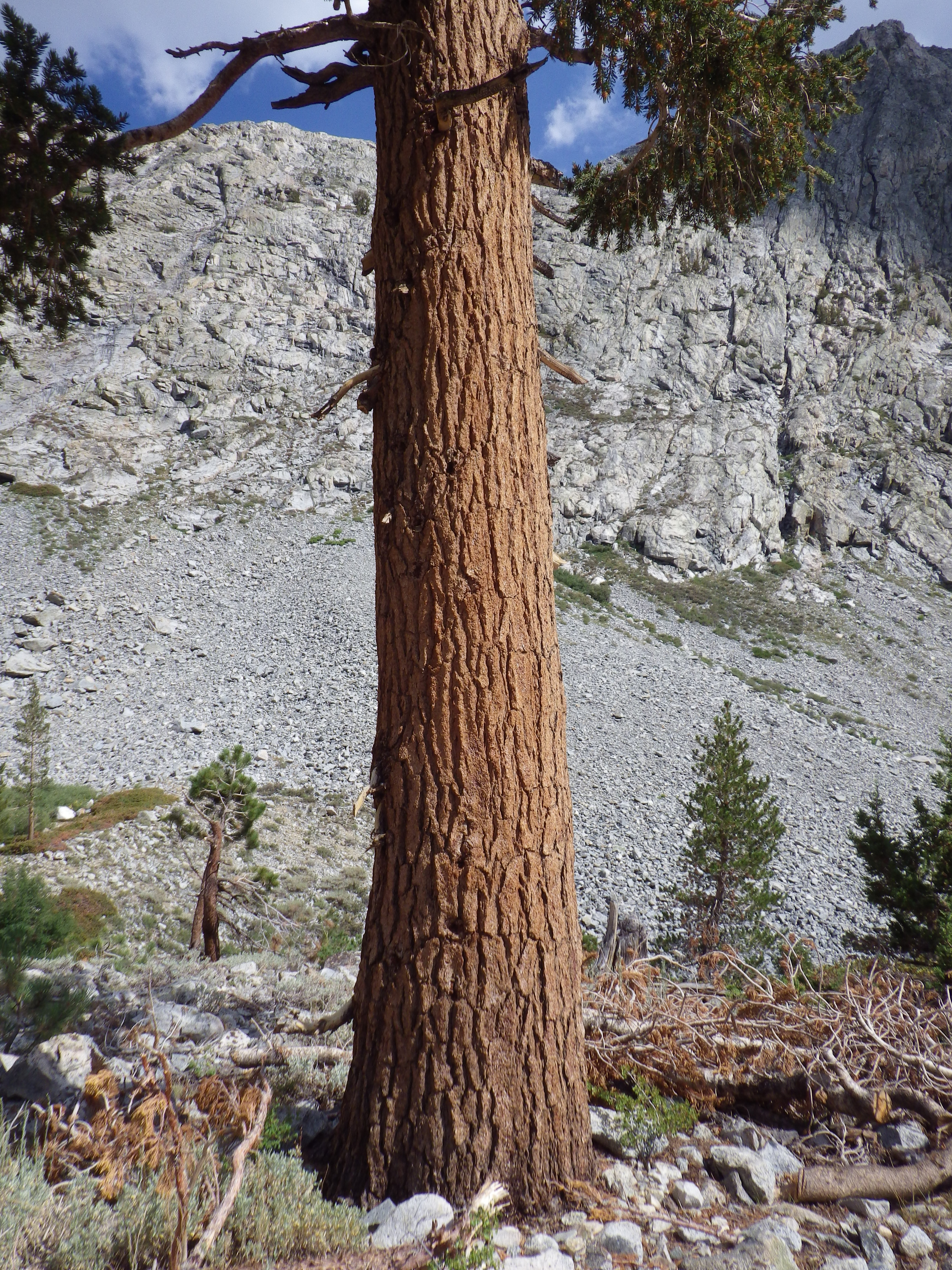
Tronco di pino a coda di volpe

## Distribuzione e habitat
Questi pini crescono nelle regioni subalpine e alpine a quote comprese tra 1600 e 2400 m nelle Klamath Mountains, a quote comprese tra 2900 e 3700 m nella Sierra Nevada. Le formazioni di P. balfouriana sono molto aperte e si ritrovano su secchi, rocciosi e esposti pendii o sulle creste, normalmente prive di altre forme di vegetazione arborea. Possono essere pure o miste in associazione con P. albicaulis, talvolta anche con Juniperus occidentalis. La rigenerazione è estremamente lenta e saltuaria, probabilmente legata a cicli climatici, tanto che le popolazioni sono costituite da individui adulti e longevi. A differenza della specie Pinus longaeva, contigua e affine, l'età degli esemplari più anziani è indeterminata, ma si pensa che possa essere maggiore di 2000 anni.

## Tassonomia
Sono state trovate delle lievi differenze morfologiche e, presumibilmente, anche genetiche, tra le 2 popolazioni disgiunte delle Klamath Mountains e della Sierra Nevada, da taluni considerate come sottospecie o varietà. Questo orientamento è contestato da Farjon, A. (2017) e anche Plants of The World dei Kew Gardens non considera tali differenze.

### Sinonimi
Sono stati riportati i seguenti sinonimi:
- Pinus balfouriana subsp. austrina R.J.Mastrog. & J.D.Mastrog.
- Pinus balfouriana var. austrina (R.J.Mastrog. & J.D.Mastrog.) Silba

## Usi
Il pino coda di volpe non riveste importanza economica a causa della sua lentissima crescita e dell'inaccessibilità del suo habitat di vegetazione; il suo legno tuttavia è pregiato per talune lavorazioni artigianali, ma è vietata la raccolta anche dei tronchi morti. Fu introdotto a metà dell'800 in Inghilterra, e lì coltivato anche se la sua rara presenza si limita a poche collezioni di arboreti degli orti botanici; si conoscono solo due cultivar, di origine statunitense.

## Conservazione
Ha un areale primario di 136 km², diviso in due zone separate di 500 km tra loro, e con subpopolazioni frammentate e disperse con numeri di individui maturi che variano dalle poche unità alle centinaia di pini. Ogni esemplare anche milleniario si stima che effettui il ciclo riproduttivo molto saltuariamente e per questo motivo la rigenerazione della specie è estremamente lenta e episodica. Le minacce potenziali a questa specie sono legate alle polluzioni industriali e ai cambiamenti climatici, tuttavia la popolazione risulta stabile e ricade in aree fortemente protette. Per questi motivi P. balfouriana viene classificata come specie prossima alla minaccia (near threatened) nella Lista rossa IUCN.